# Diaphorina natalensis
Diaphorina natalensis är en insektsart som först beskrevs av Franklin William Pettey 1924.  Diaphorina natalensis ingår i släktet Diaphorina och familjen rundbladloppor. Inga underarter finns listade i Catalogue of Life.